# Магнітне екранування ядра
Магні́тне екранува́ння ядра́ (рос. магнитное экранирование ядра, англ. magnetic screening [shielding] of nucleus) — екранування ядра атома (зміна напруженості магнітного поля в місці його знаходження порівняно з напруженістю накладеного зовнішнього магнітного поля), зумовлене накладанням магнітного поля власної електронної оболонки, індукованого сильним зовнішнім магнітним полем, та магнітних полів сусідніх електронних оболонок (електронів кратних зв'язків, вільних електронних пар).
Екранування ядра викликає зсув хімічних сигналів ЯМР у напрямку менших напруг накладеного статичного магнітного поля при постійній частоті змінного поля або більших частот змінного поля при постійній напрузі статичного. Наприклад, екранування протона є результатом накладання нерівноцінних полів принаймні трьох електронних струмів: локальних діамагнітних полів, діамагнітних і парамагнітних полів сусідніх атомів та полів міжатомних струмів.